# Кендар Блейк
Ким Хюз (на английски: Kim Hughes) е американска писателка на бестселъри в жанра паранормален любовен роман, фентъзи, хорър и трилър. Пише под псевдонима Кендар Блейк (на английски: Kendare Blake).

## Биография и творчество
Ким Ан Хюз е родена през юли 1981 г. в Сеул, Южна Корея. Осиновена е на 7 месеца от родителите си в САЩ. Израства в Кеймбридж, Минесота. Завършва с бакалавърска степен по бизнес в Колежа „Итака“ в Итака, и с магистърска степен по творческо писане от Университета Мидълсекс в Северен Лондон.
Първият ѝ роман „Sleep Walk Society“ е публикуван през 2010 г.
През 2011 г. е публикуван първият ѝ фентъзи хорър роман „Анна в рокля от кръв“ от поредицата „Анна“. Кас Лоууд има призванието да убива мъртъвци, но среща призрака на Анна, и не той, а тя пощадява живота му. Книгата става бестселър и я прави известна.
Произведенията ѝ са преведени на над 20 езика и са получили различни регионални и библиотечни награди.
Ким Хюз живее със семейството си в Кент, Вашингтон.

## Произведения

### Самостоятелни романи
- Sleep Walk Society (2010)
- The Dogs of Athens (2015)
- All These Bodies (2021)

### Сборници
- Slasher Girls & Monster Boys (2015) – със Стефан Бахман, Лий Бардуго, А. Г. Хауърд, Джей Кристоф, Мари Лу, Джонатан Мейбъри, Даниел Пейдж, Кари Райън, Меган Шепърд, Нова Рен Сума, Маккормик Темпълман, Април Женевиев Тучолк, Кат Уинтерс

- Violent Ends (2015) – с Дерек Блайт, Стив Брезиноф, Далила Доусън, Шон Дейвид Хътчинсън, Том Лъвен, Хана Московиц, Бет Ревис, Брендън Шустърман, Нийл Шустърман, Синтия Смит и Кортни Съмърс
- His Hideous Heart (2018) – с Далия Адлер, Рин Чупеко, Ламар Джайлс, Теса Гратън, Тифани Д. Джаксън, Стефани Кюн, Емили Лойд-Джоунс, Аманда Ловлейс, Хилари Монахан, Марике Найкамп, Калеб Рориг и Фран Уайлд
- Eternally Yours (2022) – с Патрис Колдуел, Калин Байрон, Клоуи Гонг, Кат Чо, Мелиса де ла Круз, Хафса Файзал, Сара Гейли, Алексис Хендерсън, Адиб Хоррам, Кейси Маккуистън, Сандия Менон, Акшая Раман, Мари Руткоски, Джулиан Уинтърс

### Серия „Анна“ (Anna)
1. Anna Dressed in Blood (2011)
Анна в рокля от кръв, изд. „Сиела“, София (2014), прев. Георги Иванов
2. Girl of Nightmares (2012)
Кралица на кошмара, изд. „Сиела“, София (2015), прев. Георги Иванов

### Серия „Богиня на войната“ (Goddess War)
1. Antigoddess (2013)
2. Mortal Gods (2014)
3. Ungodly (2015)

#### Съпътстващи издания
- When Gods and Vampires Roamed Miami (2014) – предистория
- The Dogs of Athens (2015) – предистория

### Серия „Три тъмни корони“ (Three Dark Crowns)
1. Three Dark Crowns (2016)
2. One Dark Throne (2017)
3. Two Dark Reigns (2018)
4. Five Dark Fates (2019)

#### Съпътстващи издания
- The Young Queens (2017) – предистория
- The Oracle Queen (2018) – предистория

- Queens of Fennbirn – комбинирано издание, съдържащо новелите The Young Queens и The Oracle Queen (2018)

### Серия „Във всяко поколение“ (In Every Generation)
1. In Every Generation (2022)
2. One Girl In All The World (2023)